# Fernande Peyrot
Fernande Peyrot (Genève, 21 november 1888 - aldaar, 10 maart 1978) was een Zwitserse muzieklerares en componiste.

## Biografie
Fernande Peyrot was een dochter van Edouard Jean Laurent en van Jeanne-Henriette Bonna. Ze studeerde met Ernest Bloch en Emile Jaques-Dalcroze aan het conservatorium van Genève en vanaf 1919 met André Gédalge en Paul Dukas aan het conservatorium van Parijs. In 1916 behaalde ze een diploma aan het Institut Jaques-Dalcroze. Vervolgens zou ze lesgeven vanaf haar terugkeer naar Genève tot aan haar pensionering, terwijl ze ook een kamerorkest leidde. Als componiste schreef ze koor- en orkestwerken, zoals Suite pour cordes uit 1953, kamermuziek, werken voor het marionnettentheater van Genève, een mis (1918) en een ballet voor koor en orkest, zoals La petite sirène uit 1949. Ze won diverse prijzen, waaronder de internationale compositiewedstrijd van Bazel in 1950.